# 多孔粉蝨
多孔粉蝨（学名：Massilieurodes multipori）为粉蝨科麻粉蝨屬下的一个种。